# 四骑士 (1972年电影)
《四骑士》（英語：Four Riders）是由張徹执导，并与姜大卫、狄龙、王钟等領銜主演的香港電影。该影片主演讲述韩国战争后，四个军人意外的和一个犯罪团伙发生了关系的故事。

## 劇情簡介
韩战结束后，四个军人却意外的卷入了一个犯罪团伙的事件中。
为了揭发这个犯罪团伙， 同是也为了给之前为了保护他们而被枪射杀的一位女医生，再加上他们清楚军方是不会给他们提供帮助。这些人于是决定用自己的力量来反抗这个犯罪组织。
虽说最后犯罪组织在这四个人的努力下被尽数消灭，可这四个人也死在了不理解他们的军方的枪下……

## 演员表
- 姜大卫
- 狄龙
- 井莉
- 陈观泰
- 王钟
- 仓田保昭
- 何柏光
- 张志平
- 龙逸升
- 陈绍佳
- 刘俊辉
- 罗强
- 何其昌
- 卢慧
- 黎恩
- 杨柏尘
- 曾楚霖
- 傅声
- 金霏
- 李丽丽
- 陈国权
- 王将
- 卢迪
- 冯克安
- 王光裕
- 利榕杰
- 雷龙
- 刘刚[3]

## 備註
1. ↑  .   [2021-12-24]. （原始内容存档于2021-12-24）.
2. ↑  .   [2021-12-24]. （原始内容存档于2021-12-24）.
3. ↑  .   [2021-12-24]. （原始内容存档于2021-12-24）.

## 相關連結
- 豆瓣链接 （页面存档备份，存于）
- 互联网电影数据库（IMDb）上《四骑士》的资料（英文）
- 香港影庫上《四骑士》的資料（繁體中文）